# Pogorelec

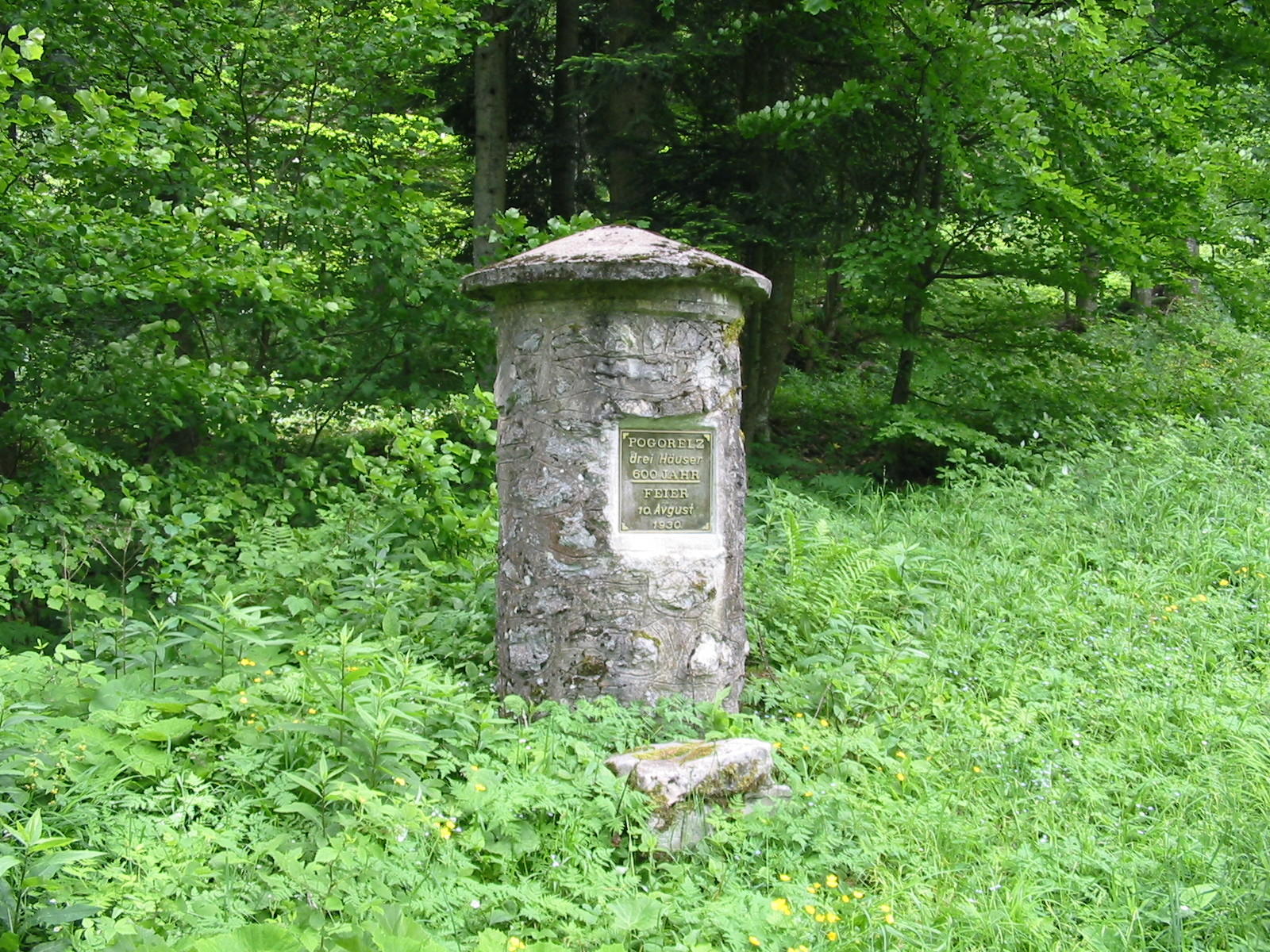
Denkmal 600 Jahre Pogorelz (1930)

Pogorelec (ausgesprochen [pɔɡɔˈɾeːləts], deutsch: Pogorelz) ist eine abgelegene verlassene Siedlung in der Gemeinde Dolenjske Toplice,  Gemeindeteil Podstenice, im Süden Sloweniens. Das Gebiet ist Teil der traditionellen Region Unterkrain und gehört heute zur statistischen Region Südostslowenien.

## Geschichte
Pogorelec war eine deutschsprachige Siedlung im Gottscheer Land. Das Dorf gehörte 1885 zur Gemeinde Pöllandl (heute Kočevske Poljane), wurde im Zweiten Weltkrieg zerstört und nicht mehr aufgebaut.